# Кшиштоф Коседовський
Кшиштоф Коседовський (пол. Krzysztof Kosedowski; 12 грудня 1960) — польський боксер, призер Олімпійських ігор та чемпіонату Європи серед аматорів.
Кшиштоф — молодший брат Лешека Коседовського, боксера, олімпійського медаліста.

## Аматорська кар'єра
На Олімпійських іграх 1980 завоював бронзову медаль.
- У 1/16 фіналу переміг Ку Єн Джу (Північна Корея) — 5-0
- У 1/8 фіналу переміг Деяна Маровича (Югославія) — 4-1
- У чвертьфіналі переміг Сидні Даль Ровере (Бразилія) — 5-0
- У півфіналі через травму не вийшов проти Адольфо Орта (Куба)

На чемпіонаті Європи 1981 року завоював срібну медаль.
- У 1/8 фіналу переміг Пітера Сакроу (ФРН) — 5-0
- У чвертьфіналі переміг Джузеппе Ферракуті (Італія) — 5-0
- У півфіналі переміг Роберта Гонці (Угорщина) — 4-1
- У фіналі програв Ріхарду Новаковському (НДР) — 1-4

На чемпіонаті Європи 1983 програв у другому бою.
На чемпіонаті світу 1986 програв у першому бою.